# Bichectomía
La bichectomía es un procedimiento quirúrgico de carácter estético o funcional en el que se elimina la grasa presente en las mejillas. Se le denomina así porque a este tipo de grasa se le conoce como bolas de Bichat, nombre proveniente del anatomista francés Marie François Xavier Bichat, el primero en describir con gran detalle estas estructuras. 

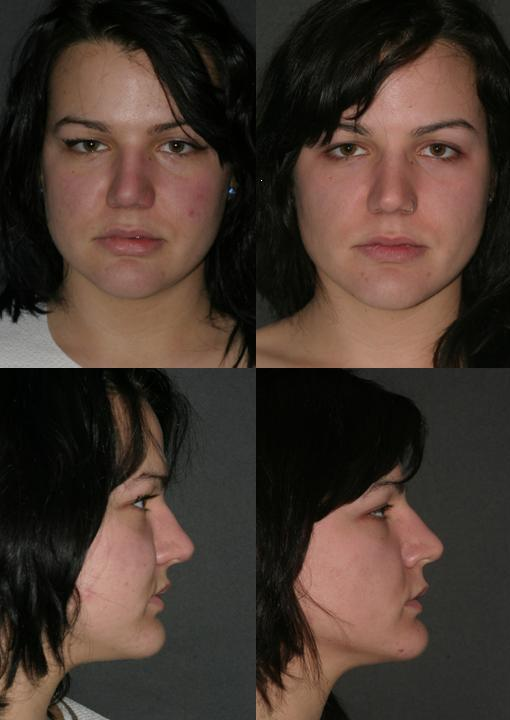
Reducción de mejillas: Extracción bilateral de grasa bucal, asistida con lipoinyección en las eminencias malares bilaterales

## Historia
La grasa bucal fue descrita por primera vez por Lorenz Heister en 1732 como un tejido glandular. En 1802, Xavier Bichat definió correctamente la estructura como tejido graso y popularizó el conocimiento sobre el mismo. 
En 2021, Chrissy Teigen reveló que se había sometido a una eliminación de grasa bucal. Al año siguiente, The New York Times informó que el procedimiento estaba ganando popularidad debido a las difusiones en Twitter y TikTok citando a cirujanos plásticos que lo llamó "una de las clásicas cirugías plásticas secretas de celebridades".Las especulaciones sobre la eliminación de grasa bucal de celebridades se convirtieron en un tema popular en línea, y se supone que personas como Bella Hadid, Lea Michele y Khloe Kardashian se han sometido a esta práctica.
La Sociedad Estadounidense de Cirujanos Plásticos no recopiló estadísticas sobre la eliminación de grasa bucal hasta 2022. Ese año, registraron 4543 procedimientos de este tipo realizados por sus cirujanos, lo que la convierte en la técnica facial menos popular para la que registraron estadísticas.

## Efectos a largo plazo
La eliminación de grasa bucal es permanente; las bolsas de grasa no vuelven a crecer. Sin embargo, están ganando popularidad nuevas técnicas para restaurar la grasa bucal, como inyectar grasa intraoralmente en el espacio bucal o aplicar un injerto de grasa dérmica. Otras opciones incluyen el mimetismo con rellenos inyectables. Falta investigación sobre sus efectos sobre la salud a largo plazo.
En un sentido estético, la eliminación de grasa bucal puede causar una apariencia excesivamente demacrada cuando las mejillas pierden naturalmente más volumen con la edad. 

## En la cultura popular
La cirugía y la discusión sobre ella se convirtieron en una tendencia a principios de la década de 2020, ganando el apodo coloquial de "cirugía de Calamardo Guapo", en referencia a un rostro exageradamente cincelado del episodio de Bob Esponja "Las dos caras de Calamardo".